# 磨臼山古墳
磨臼山古墳（すりうすやまこふん）は、香川県善通寺市生野町にある古墳。形状は前方後円墳。有岡古墳群（国の史跡）を構成する古墳の1つ。出土割竹形石棺は国の重要文化財に指定されている。

## 概要
| 古墳名      | 形状       | 築造時期 | 特記事項       |
| ----------- | ---------- | -------- | -------------- |
| 野田院古墳  | 前方後円墳 | 3c後半   | 積石塚         |
| 磨臼山古墳  | 前方後円墳 | 4c後半   | 割竹形石棺出土 |
| 鶴が峰4号墳 | 前方後円墳 | 5c前半   |                |
| 丸山古墳    | 前方後円墳 | 5c中葉   |                |
| 王墓山古墳  | 前方後円墳 | 6c前半   | 副葬品多数出土 |
| 宮が尾古墳  | 円墳       | 7c初頭   | 装飾古墳       |

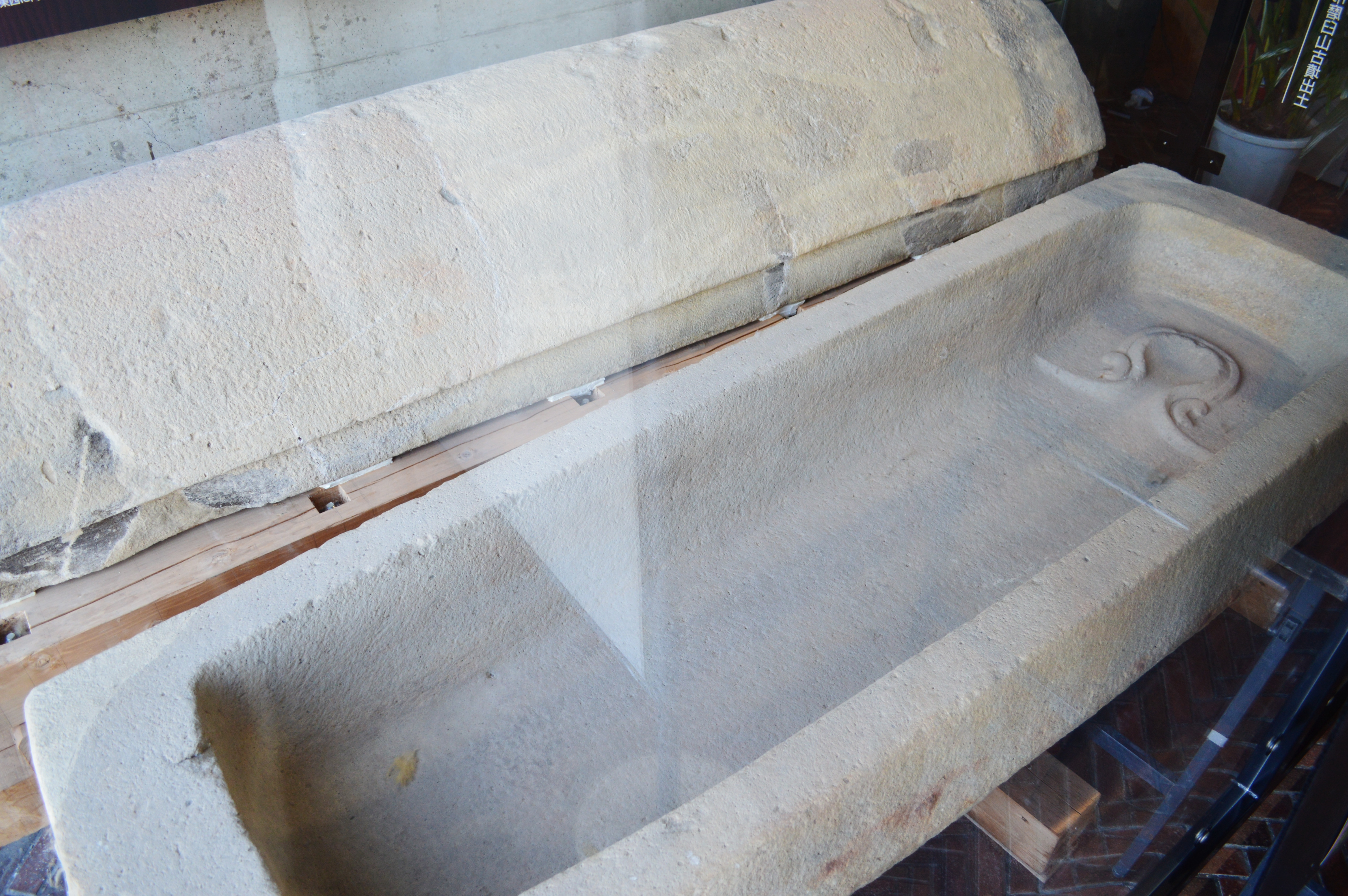
割竹形石棺（国の重要文化財）右上に石枕。善通寺市民会館展示。

香川県西部、独立丘陵の磨臼山から南西に延びる尾根上、土器川の沖積平野を望む位置に築造された古墳である。これまでに江戸時代に乱掘に遭っているほか、発掘調査は実施されていない。
墳形は前方後円形で、前方部を西方向に向ける。墳丘表面では葺石・埴輪が認められる。墳丘周囲に周濠は巡らされていない。埋葬施設は後円部中央における刳抜式割竹形石棺で、川原石を敷き詰めた上に据えられ、石棺主軸を墳丘主軸と平行方向とする。石棺の石材は高松市国分寺町鷲ノ山産の角閃石安山岩（鷲ノ山石）製で、棺蓋は長さ2.3メートル・幅0.65-0.77メートル・高さ0.36-0.40メートル、棺身は長さ2.37メートル・幅0.79メートル・高さ0.35-0.43メートルを測り、頭位を西とする。棺蓋は断面が三角形に近い形状（屋根形になりつつある形状）で側面には段があり、棺身は断面が蒲鉾形で側面には稜があるという、典型的な割竹形石棺よりはやや後出の様相を示す。また棺身の内部には石枕が造り出されて頸の左右には勾玉状の耳飾りが陽刻されているほか、棺の内面には朱の痕跡が認められる。乱掘のため副葬品は詳らかでない。
この磨臼山古墳は、古墳時代前期の4世紀後半頃の築造と推定される。特に本古墳の割竹形石棺は加工が丁寧であり、遺存状態が良好な点で重要視される。また善通寺市街地縁辺部では、古墳時代前期から後期の首長墓として野田院古墳→磨臼山古墳→鶴が峰4号墳→丸山古墳→王墓山古墳→宮が尾古墳という系譜が認められており、本古墳はそのうちの1つに位置づけられる。
古墳域は1984年（昭和59年）に国の史跡に指定され（史跡「有岡古墳群」のうち）、出土割竹形石棺は1993年（平成5年）に国の重要文化財に指定されている。

## 遺跡歴
- 寛政年間（1789-1801年）、盗掘[4]。
- 天保年間（1831-1845年）、盗掘[4]。
- 1956年（昭和31年）、割竹形石棺の掘り出し[3][4]。
- 1984年（昭和59年）11月29日、国の史跡に指定（史跡「有岡古墳群」のうち）[5]。
- 1993年（平成5年）6月10日、出土割竹形石棺が国の重要文化財に指定[4]。

## 墳丘
墳丘の規模は次の通り。
- 墳丘長：49.2メートル
- 後円部
  - 直径：約42メートル
  - 高さ：約3.5メートル
- 前方部
  - 長さ：26.4メートル
  - 幅：10.8メートル
  - 高さ：1.75メートル
- くびれ部
  - 幅：10.8メートル

## 文化財

### 重要文化財（国指定）
- 割竹形石棺 香川県善通寺市磨臼山古墳出土（考古資料） - 1993年（平成5年）6月10日指定[4]。

## 関連施設
- 善通寺市民会館（善通寺市文京町） - 磨臼山古墳出土の石棺を保管・展示。

## 関連文献
（記事執筆に使用していない関連文献）
- 『香川県埋蔵文化財調査概報 昭和58年度』香川県教育委員会、1984年。